# Lorentz Creutz den yngre

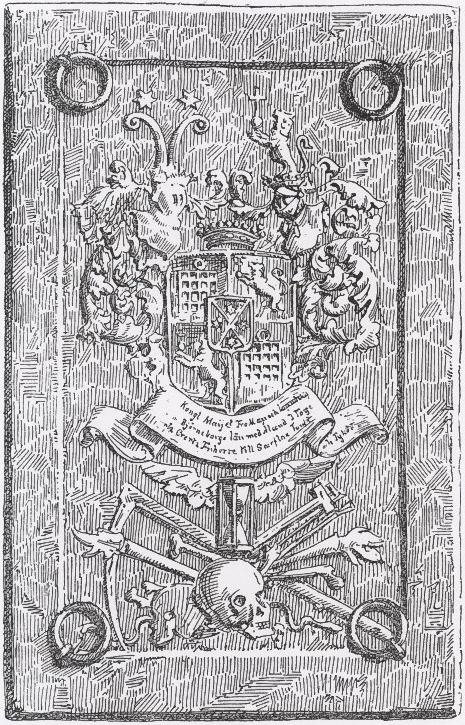
Lorentz Creutz den yngres gravsten i S:t Mikaels kyrka i Pernå, Finland. Teckning av arkitekten Yrjö Blomstedt.

Lorentz Creutz den yngre, född 31 mars 1646 i Finland, död 7 februari 1698, var en svensk friherre och ämbetsman. Han skrev sig till Storsarvlax, Tjusterby och Tykö.

## Biografi
Lorentz Creutz var son till Lorentz Creutz den äldre och friherrinnan Elsa Duwall, samt bror till Johan Creutz och Carl Gustaf Creutz. Efter studier i Åbo och Uppsala blev Lorentz Creutz auskultant i Bergskollegium. Han studerade bergsvetenskap på resor runt om i Europa 1662–1668. 1669 blev han marskalk vid ambassaden i Polen och 1675 landshövding i Västerbottens län. Han utnämndes till vice president i Bergskollegium 1680 blev 1683 landshövding i Åbo och Björneborgs län. 
Som chef för det finska bergväsendet arbetade Creutz ivrigt för bergsnäringens utveckling och anlade själv bland annat järnbruk i Kauttua och Forsby.
Lorentz Creutz den yngre gifte sig första gången 1671 med Ebba Maria Fleming, och gifte om sig 1684 sedan han blivit änkling med Hedvig Eleonora Stenbock (1664–1729) ur släkten Stenbock, dotter till riksrådet och fältmarskalken Gustaf Otto Stenbock. Han fick fyra barn i första äktenskapet och tio barn i andra.